# Chief Detective 1958
Chief Detective 1958 (en hangul, 수사반장 1958; en hanja, 搜査班長 1958; McCune-Reischauer, Susabanjang 1958) es una serie de televisión surcoreana dirigida por Kim Seong-hoon y protagonizada por Lee Je-hoon, Lee Dong-hwi, Choi Woo-sung y Yoon Hyun-soo. Se emitió en el canal MBC desde el 19 de abril hasta el 18 de mayo de 2024, en horario de viernes y sábados a las 21:50 (hora local coreana). También está disponible en la plataforma Disney+ para más de cincuenta países del mundo en Asia, Europa y América.

## Sinopsis
La trama comienza en 1958, cuando el detective Park Young-han es destinado a Seúl, después de haber obtenido una de las tasas de arresto de pequeños ladrones más altas de la provincia. En Seúl se une a tres colegas únicos, pero su trabajo resulta mucho más complicado en un contexto de malestar político; sin embargo, rompe el absurdo del poder corrupto con sentido común y renace como un detective que trabaja para la gente y por el bien público.

## Reparto

### Principal
- Lee Je-hoon como Park Young-han, un detective enojado y que lucha contra la realidad que pisotea la dignidad humana.[3][4]
- Lee Dong-hwi como Kim Sang-sun, un «perro rabioso» de la comisaría de Jongnam que se mete siempre en problemas; nació en una familia pobre y no tiene nada más que valor y espíritu libre.[5][6]
- Choi Woo-sung como Cho Kyung-hwan, un detective rico y educado, y con una fuerza extraordinaria, de la comisaría de Jongnam.[7]
- Yoon Hyun-soo como Seo Ho-jeong, un miembro de élite que sueña con convertirse en un maestro de la investigación en la comisaría de policía de Jongnam.[7]
- Seo Eun-soo como Lee Hye-joo, propietaria de una librería llamada Jongnam Seorim cerca del mercado Jongnam. Más tarde, se convierte en la esposa de Young-han.[2][8]

### Secundario

#### Equipo de investigación 1 de la comisaría de Jongnam
- Choi Deok-moon como Yoo Dae-cheon, jefe del equipo de investigación 1 de la comisaría de Jongnam y mentor de Young-han, un oficial de policía veterano con sentido del deber y la única persona que mantiene la integridad en la comisaría.[2][9]

#### Equipo de investigación 2 de la comisaría de Jongnam
- Song Wook-kyung como Byun Dae-sik, jefe del equipo de investigación 2 de la comisaría de Jongnam.
- Ryu Yeon-seok como Song Jae-deok, detective del equipo de investigación 2 de la comisaría de Jongnam.
- Jo Han-jun como Hwang Soo-man, detective del equipo de investigación 2 de la comisaría de Jongnam.
- Nam Hyun-woo como Oh Ji-seop, el detective más joven del equipo de investigación 2 de la comisaría de Jongnam.

#### Servicio Forense Nacional
- Go Sang-ho como Moon Guk-cheol, un talentoso médico de autopsias con un fuerte sentido del deber y pasión por aprender.

#### Jongnam Seorim
- Jung Soo-bin como Bong Nan-sil, estudiante de la escuela secundaria femenina de Jongnam, que sueña con convertirse en oficial de policía en el futuro.[2]

#### Mercado de Jongnam
- Eom Jun-gi como Seong-chil, nieto de Hal-mae, un joven que perdió a sus padres durante la guerra y sobrevivió solo trabajando en la tienda de su abuela.[10]
- Cha Mi-kyung como Ho Hal-mae, propietaria de una tienda de tteokbokki en el mercado de Jeongnam, que se preocupa sinceramente por el detective Lee Je-hoon y sus tres colegas.[11]
- Kim Seo-an como Geum-ok, hija de los propietarios de una tienda de verduras en el mercado de Jongnam.

#### Dongdaemun-Pa
- Kim Young-seong como Lee Jeong-jae, jefe de Dongdaemun-Pa, un grupo de la mafia coreana en la década de 1950, y miembro del Partido Libertario.
- Kang In-kwon como Sal Mo-sa, autoproclamado segundo al mando de Dongdaemun-Pa.
- Park Jeong-hyuk como Bang Ul-baem, la mano derecha de Mo-sa, un matón gruñón y frívolo que está obsesionado con la pseudorreligión.

#### Pensión
- Joo In-young como Pa Ju-daek, propietaria de la pensión donde vive Park Young-han, buena conversadora y buena cocinera.[12]
- Shin Min-jae como Geum Eun-dong, un joven que vive en la pensión que usa gafas con montura de carey. Es un empleado de banca tímido pero con una sólida ética de trabajo.
- Lee Suk-hyeong como Jung Kook-jin, un estudiante que se prepara para el examen de servicio civil y sueña con convertirse en fiscal.[13]

#### Otros
- Yoon Woo como Kim Sun-kyung, un hombre que intenta mantener sus principios, pero por alguna razón se vuelve débil cada vez que surge la historia de su madre.[14]
- Go Seo-hee como Jang Mal-sun.[15]

### Apariciones especiales
- Choi Bool-am como Park Young-han en la ancianidad (ep. 1).[16][17]
- Lee Hwi-hyang.[18]
- Yoon Bok-hee.[18]

## Producción
Chief Detective 1958 es la precuela de la serie 수사반장 [Chief of Investigation], emitida por MBC entre marzo de 1971 y octubre de 1989 por un total de 880 episodios, y que llegó a registrar un pico de audiencia superior al 70 %. Si esta estaba ambientada en esos mismos años, la precuela lo está en las décadas de 1950 y 1960. El actor Choi Bool-am, que interpretó el papel de un detective en Chief of Investigation, hace una aparición especial en la serie, diez años después de su último trabajo en televisión. También aparecen otras actrices presentes en aquella serie, como Lee Hwi-hyang y Yoon Bok-hee. El director, Kim Seong-hoon, también dirigió las películas Confidential Assignement (2017) y Rampant (2018). La guionista es Kim Young-shin.
En la elección del protagonista Lee Je-hoon, el director Kim Seong-hoon declaró que «el rostro de Lee Je-hoon tiene una exquisita mezcla de clasicismo y modernidad. Combina bien con el concepto del drama».

### Promoción
A mediados de agosto de 2023 Barunson Studio anunció la producción de la serie y el reparto de protagonistas. El 4 de enero de 2024 la productora lanzó un primer avance de la serie. El 7 de febrero se publicaron imágenes de la lectura del guion por el reparto de actores. El 14 de marzo se difundió un cartel con los personajes de Park Young-han y Lee Hye-joo. El 15 de abril se difundió un segundo avance, y al día siguiente los cuatro carteles de personaje de los protagonistas. El 18 se presentó la producción en las instalaciones de MBC en Mapo-gu, Seúl.
El 6 de abril de 2024 Lee Je-hoon y Lee Dong-hwi aparecieron en el programa de MBC 놀면 뭐하니? [¿Qué haces cuando juegas?] junto con el rpesentador y humorista Yoo Jae-suk, simulando una investigación por el centro de Seúl.

## Banda sonora original
Según anunció la productora de BSO Blending el 12 de abril de 2024, algunos de los artistas que participan en la banda sonora de la serie son Seo Eun-kwang, vocalista principal y líder del grupo BtoB, el cantautor Beomjin y la cantante Kim Sa-wol.
| Parte    | Fecha de publicación                                                                | Título                                                                              | Letra                                                                               | Música                                                                              | Artista                                                                             | Dur.                                                                                | Ref.                                                                                |
| -------- | ----------------------------------------------------------------------------------- | ----------------------------------------------------------------------------------- | ----------------------------------------------------------------------------------- | ----------------------------------------------------------------------------------- | ----------------------------------------------------------------------------------- | ----------------------------------------------------------------------------------- | ----------------------------------------------------------------------------------- |
| 1        | 19 de abril de 2024                                                                 | 지피지기 백전백승 («Cien victorias en todas las batallas»)                          | B.B, Dasol                                                                          | B.B, Dasol, Tan (Solsire)                                                           | Seo Eun-kwang (BtoB)                                                                | 3:25                                                                                | [ 32 ]                                                                              |
| 2        | 26 de abril de 2024                                                                 | 달빛 («Luz de luna»)                                                                | Jeong Hyeon                                                                         | Jeong Hyeon                                                                         | Kim Sa-wol                                                                          |                                                                                     | [ 33 ]                                                                              |
| 3        | 3 de mayo de 2024                                                                   | 여전히 그댄 («Todavía tú»)                                                          | Song Yang-ha, Kim Jae-hyun, Park Hye-in                                             | Song Yang-ha, Kim Jae-hyun, Park Hye-in                                             | Beomjin                                                                             |                                                                                     | [ 34 ]                                                                              |
| 4        | 26 de abril de 2024                                                                 | «Dream»                                                                             | Zozo (Eldorado), Son Ga-eul (Eldorado), Shushu Nine                                 | Jang Won (Eldorado), Cha Dong-hoon, Park Ki-wang                                    | Lee Seung-yeol                                                                      |                                                                                     | [ 35 ]                                                                              |
| Especial | 26 de abril de 2024                                                                 | 여전히 그댄 («Todavía tú»)                                                          | Song Yang-ha, Kim Jae-hyun, Park Hye-in                                             | Song Yang-ha, Kim Jae-hyun, Park Hye-in                                             | Lee Dong-hwi                                                                        |                                                                                     | [ 36 ]                                                                              |
| Notas    | Las canciones de la banda sonora tienen una versión instrumental de igual duración. | Las canciones de la banda sonora tienen una versión instrumental de igual duración. | Las canciones de la banda sonora tienen una versión instrumental de igual duración. | Las canciones de la banda sonora tienen una versión instrumental de igual duración. | Las canciones de la banda sonora tienen una versión instrumental de igual duración. | Las canciones de la banda sonora tienen una versión instrumental de igual duración. | Las canciones de la banda sonora tienen una versión instrumental de igual duración. |

## Audiencia
| Temporada | Temporada | Episodio número | Episodio número | Episodio número | Episodio número | Episodio número | Episodio número | Episodio número | Episodio número | Episodio número | Episodio número | Promedio |
| Temporada | Temporada | 1               | 2               | 3               | 4               | 5               | 6               | 7               | 8               | 9               | 10              | Promedio |
| --------- | --------- | --------------- | --------------- | --------------- | --------------- | --------------- | --------------- | --------------- | --------------- | --------------- | --------------- | -------- |
|           | 1         | 1.861           | 1.513           | 1.821           | 1.359           | 1.729           | 1.615           | 1.684           | 1.831           | 1.795           | 2.015           | 1.722    |

| Episodio | Fecha de emisión    | Índices de audiencia (Nielsen Korea) | Índices de audiencia (Nielsen Korea) |
| Episodio | Fecha de emisión    | Nacional                             | Seúl                                 |
| --- | ------------------- | ------------------------------------ | ------------------------------------ |
| 1 | 19 de abril de 2024 | 10,1 % (1.ª)                         | 10,3 % (1.ª)                         |
| 2 | 20 de abril de 2024 | 7,8 % (2.ª)                          | 8,1 % (2.ª)                          |
| 3 | 26 de abril de 2024 | 10,8 % (1.ª)                         | 10,6 % (1.ª)                         |
| 4 | 27 de abril de 2024 | 7,1 % (2.ª)                          | 7,0 % (2.ª)                          |
| 5 | 3 de mayo de 2024   | 9,5 % (2.ª)                          | 9,1 % (1.ª)                          |
| 6 | 4 de mayo de 2024   | 9,0 % (2.ª)                          | 9,2 % (2.ª)                          |
| 7 | 10 de mayo de 2024  | 9,9 % (2.ª)                          | 9,8 % (1.ª)                          |
| 8 | 11 de mayo de 2024  | 9,7 % (2.ª)                          | 10,1 % (2.ª)                         |
| 9 | 17 de mayo de 2024  | 10,0 % (2.ª)                         | 9,3 % (1.ª)                          |
| 10 | 18 de mayo de 2024  | 10,6 % (2.ª)                         | 10,6 % (2.ª)                         |
| Promedio | Promedio            | 9,5 %                                | 9,4 %                                |
| - En la tabla superior, los números azules representan las calificaciones más bajas y los números rojos representan las más altas. |                     |                                      |                                      |